# Hoquiam (település)
Hoquiam (kiejtése: hoʊkwiəm) az Amerikai Egyesült Államok északnyugati részén, Washington állam Grays Harbor megyéjében elhelyezkedő város. A 2010. évi népszámlálási adatok alapján 8726 lakosa van.
A várostól nyugatra fekszik a Bowerman repülőtér.

## Történet
Ed Campbell fafeldolgozója 1872-ben nyílt meg. Tíz évvel később Asa M. Simpson tengerész anyagi támogatásával jött létre a Northwestern Mill; 1882-ben Simpson utasítására George Emerson Hoquiamben 120 hektárnyi földterületet vásárolt az új üzem számára. A gyár 1882 szeptemberében nyílt meg.
1886-ban a Miller testvérek feldolgozójának beolvadásával létrejött a Northwest Lumber Company; ezt később Simpson Lumber Companyre nevezték át, amely nevet 1906-ig viselte. 1913-ban a hoquiami üzem vezetője Frank J. Shields lett.
Hoquiam 1890. május 21-én kapott városi rangot.
Az 1898-ban megnyílt Aberdeen–Hoquiam vasútvonalnak köszönhetően a városi üzemek továbbra is a faipar fontos szereplői voltak. 1927-ben megnyílt a Grays Harbor Pulp Company cellulózüzeme. 1928-ban az üzemben pennsylvaniai Hammerhill Paper Company részesedést szerzett, ekkor a Grays Harbor Pulp & Paper Company névre átkeresztelt vállalkozás papírgyárat is nyitott. 1936-ban a vállalat beolvadt a selyemgyártó Rayonier Incorporatedbe.
1907-ben a város az Industrial Workers of the World 276. számú szakszervezetének székhelye volt.

## Éghajlat
A város éghajlata mediterrán (a Köppen-skála szerint Csb).
| Hónap                         | Jan. | Feb.  | Már. | Ápr. | Máj. | Jún. | Júl. | Aug. | Szep. | Okt. | Nov.  | Dec.  | Év    |
| ----------------------------- | ---- | ----- | ---- | ---- | ---- | ---- | ---- | ---- | ----- | ---- | ----- | ----- | ----- |
| Rekord max. hőmérséklet (°C)  | 17,2 | 22,2  | 26,1 | 28,9 | 33,9 | 35,6 | 37,2 | 36,7 | 35,6  | 27,8 | 21,1  | 16,1  | 37,2  |
| Átlagos max. hőmérséklet (°C) | 8,3  | 10,0  | 11,1 | 13,3 | 15,6 | 17,2 | 19,4 | 20,0 | 19,4  | 15,0 | 10,6  | 7,8   | 14,0  |
| Átlagos min. hőmérséklet (°C) | 3,3  | 3,3   | 4,4  | 5,6  | 7,8  | 10,6 | 11,7 | 12,2 | 10,6  | 7,2  | 4,4   | 2,8   | 7,0   |
| Rekord min. hőmérséklet (°C)  | −8,9 | −10,6 | −5,6 | −2,8 | −1,7 | 2,2  | 1,7  | 3,9  | 0,0   | −2,2 | −11,1 | −12,8 | −12,8 |
| Átl. csapadékmennyiség (mm)   | 262  | 189   | 178  | 130  | 84   | 57   | 29   | 33   | 58    | 166  | 284   | 253   | 1723  |
| Forrás: The Weather Channel   |      |       |      |      |      |      |      |      |       |      |       |       |       |

## Népesség
A 2010-es népszámláláskor a városnak 8726 lakója, 3480 háztartása és 2119 családja volt. A népsűrűség 353 fő/km2. A lakóegységek száma 3938, sűrűségük 159,3 db/km2. A lakosok 85,5%-a fehér, 0,8%-a afroamerikai, 3,9%-a indián, 1,1%-a ázsiai, 0,2%-a a Csendes-óceáni szigetekről származik, 4,2%-a egyéb, 4,2%-a pedig kettő vagy több etnikumú. A spanyol vagy latino származásúak aránya 9,5% (   )
A háztartások 32,3%-ában élt 18 évnél fiatalabb. 37,5% házas, 16,5% egyedülálló nő, 6,8% egyedülálló férfi, 39,1% pedig nem család. 30,7% egyedül élt; 13,6%-uk 65 éves vagy idősebb. Egy háztartásban átlagosan 2,48 személy élt; a családok átlagmérete 3,03 fő.
A medián életkor 37,6 év volt. A város lakóinak 24,2%-a 18 évesnél fiatalabb, 10,2% 18 és 24 év közötti, 24,5%-uk 25 és 44 év közötti, 26,1%-uk 45 és 64 év közötti, 15%-uk pedig 65 éves vagy idősebb. A lakosok 48,9%-a férfi, 51,1%-a pedig nő.

## Rendezvények
A minden év szeptemberében megrendezett Logger’s Playday során a világ különböző pontjairól érkező favágók mérik össze tudásukat.

## Nevezetes személyek
- Anton Anderson, mérnök, földmérő[20]
- Eldon Bargewell, tábornok, a Delta Force parancsnoka[21]
- George H. Hitchings, biokémikus, az 1988-as orvostudományi Nobel-díj egyik nyertese[22]
- Harris Ellsworth, politikus[23]
- Howard P. Robertson, matematikus[24]
- Jack Elway, amerikaifutball-játékos és -edző[25]
- Lynn Kessler, politikus[26]
- Martin F. Smith, politikus[27]
- Robert Cantwell, regényíró és kritikus[28]
- Thomas J. Autzen, villamosmérnök, az Autzen Alapítvány alapítója[29]
- Walt Morey, író[30]
- William E. Boeing, a Boeing repülőgépgyár egyik alapítója[31]

## Fordítás
- Ez a szócikk részben vagy egészben  a   Hoquiam, Washington című angol Wikipédia-szócikk ezen változatának fordításán alapul.  Az eredeti cikk szerkesztőit annak laptörténete sorolja fel. Ez a jelzés csupán a megfogalmazás eredetét és a szerzői jogokat jelzi, nem szolgál a cikkben szereplő információk forrásmegjelöléseként.